# Кордован

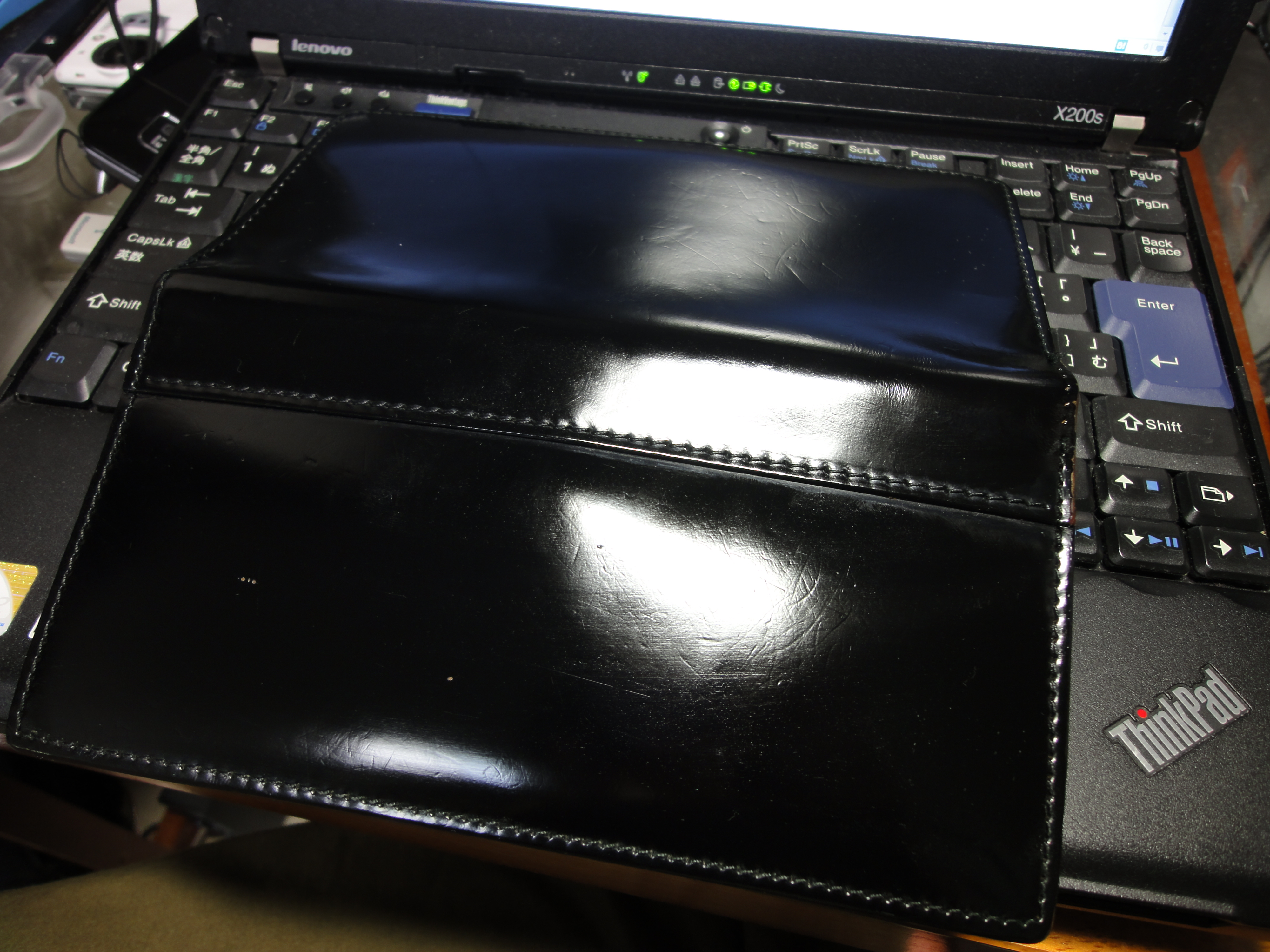
Аксессуар из кожи кордован

Кордован (англ: shell cordovan) — это тип обработанной кожи, который производится из хаза лошади. Особенностью топографии конских шкур является наличие в задней части шкуры по обе стороны от хребта двух овальных участков плотного строения, называемых шпигелем. (англ термин: shell). Используется для изготовления одежды: обуви, аксессуаров и прочей галантереи. 

## Изготовление

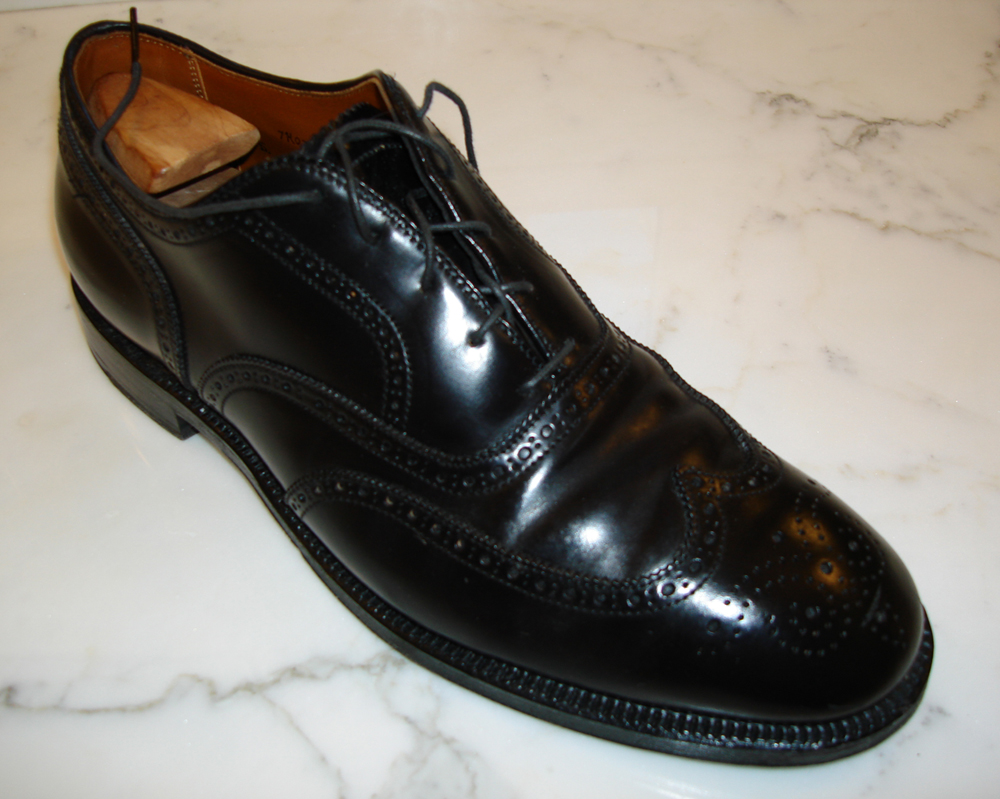
Оксфорды из кожи кордован

Кордован изготовляется из двух плотных участков с хаза конской шкуры.

## История
Слово cordoban упоминается начиная с VIII века в Испании, однако имеет отношение к производству козьих шкур, которые часто красили в красный цвет. Шкуры из Кордовы были настолько популярны в Европе, что в разных языках появились слова, означающие "сапожник": французское cordonnier и английское cordwainer.
Современный кордован как тип конской кожи появился в XIX веке во Франции и позже в США.